# Sitaru, Ilfov
Sitaru este un sat în comuna Grădiștea din județul Ilfov, Muntenia, România. La recensământul din 2002 avea o populație de 1.036 locuitori.

## Monumente
Pe teritoriul satului se află mănăstirea Balamuci, ctitorie din 1627 a soților Pavel și Elena Greceanu. Biserica, cu hramul „Adormirea Maicii Domnului“ păstrează picturi din 1752.